# Hansjürgen Linke
Hansjürgen Linke (* 23. November 1928; † 7. April 2025) war ein deutscher germanistischer Mediävist und Hochschullehrer.

## Leben
Linke studierte Germanistik, Theaterwissenschaft und Kunstgeschichte in Köln, Anglistik und Romanistik in Göttingen und Hamburg. Nach der Promotion mit der Dissertation Das Kultische in der Dichtung Stefan Georges und seiner Schule am 15. April 1955 in Köln und der Habilitation 1966 in Gießen mit der Schrift Epische Strukturen in der Dichtung Hartmanns von Aue. Untersuchungen zur Formkritik, Werkstruktur und Vortragsgliederung lehrte er an der Universität zu Köln von 1969 bis 1994 als Professor für ältere deutsche Sprache und Literatur.
Seine Forschungsgebiete waren mittelalterliches Drama, Heldenepik, höfische Epik, Schwankroman, Tierdichtung, Märendichtung, Totentanz und europäische Mittelalter-Rezeption in der Moderne.
Linke starb 2025 im Alter von 96 Jahren. Die Grabstätte befindet sich auf dem Kölner Melaten-Friedhof.

## Schriften (Auswahl)
- als Herausgeber mit Ulrich Mehler: Die österlichen Spiele aus der Ratsschulbibliothek Zwickau. Kritischer Text und Faksimilia der Handschriften (= Altdeutsche Textbibliothek. 103). Niemeyer, Tübingen 1990, ISBN 3-484-21203-9.
- als Herausgeber: Das Güssinger Weltgerichtspiel (= Germanische Bibliothek. Neue Folge, Reihe 4: Texte. 9). Winter, Heidelberg 1995, ISBN 3-8253-0295-4.
- als Herausgeber: Die deutschen Weltgerichtspiele des späten Mittelalters. Synoptische Gesamtausgabe. 2 (in 3) Bände. Francke, Tübingen u. a. 2002, ISBN 3-7720-2764-4.
- Mittelalter-Renaissance auf der Bühne. Wiederaufleben des mittelalterlichen Dramas und Theaters in der Neuzeit (= Imagines medii aevi. 32). Reichert, Wiesbaden 2013, ISBN 3-89500-905-9.